# Tommaso Silvestri
Tommaso Silvestri (Trevignano Romano, 2 aprile 1744 – Trevignano Romano, 7 settembre 1789) è stato un presbitero e educatore italiano.
Fondatore dell'Istituto Statale per i Sordi a Roma.
Uno dei sacerdoti che avvicinò all'educazione dei Sordi in Italia. Contemporaneo di don Tommaso Pendola, di don Ottavio Assarotti.

## Storia
Secondo di 10 figli, viene ordinato sacerdote a 23 anni e diventa cappellano della chiesa di Santa Caterina d'Alessandria a Trevignano Romano.
Trasferitosi a Roma, incontra Pasquale Di Pietro, avvocato concistoriale e rettore dell'università Sapienza di Roma, che finanzia il suo viaggio a Parigi presso la scuola per sordi dell'abate Charles-Michel de l'Épée, dove rimarrà per 6 mesi proponendosi di apprendere il metodo da questi usato per insegnare ai sordi. Al suo ritorno apre nel 1785 la prima scuola per sordi d'Italia a Roma nell'abitazione di Pasquale Di Pietro.
Alla morte verrà sepolto nel paese natale e solo nel 1928, grazie all'impegno di un Comitato promotore per le onoranze all'abate Silvestri, fondato da sordi, le sue spoglie vennero tumulate presso la chiesa di Santa Caterina.
Nel settembre del 1989, Giovanni Paolo II, in occasione del bicentenario della morte dell'abate ha partecipato ai festeggiamenti per la sua commemorazione con i sordi italiani, che hanno visto anche l'erezione di un monumento in suo onore in Piazza Vittorio Emanuele III.

## L'incontro con i sordi
I primi alunni nella scuola, sita in Via dei Barbieri 6 a Roma, furono 8 sordi, tra cui alcune bambine di differenti età.
Inoltre vennero ad apprendere il metodo per insegnare ai sordi l'abate Salvatore Sapiano di Malta e l'abate Benedetto Cozzolino di Napoli, che successivamente aprì una scuola per sordi nella sua città. La scuola era anche frequentata dal gesuita Lorenzo Hervas y Panduro, linguista e filologo spagnolo, considerato uno dei padri della linguistica comparativa.
Il metodo usato da Silvestri prevedeva l'uso dei segni, della scrittura e della parola per istruire i sordi ed insegnar loro a parlare.
Grazie all'amico Pasquale Di Pietro nel 1783 andò a Parigi per portare in Italia il metodo de l'Épée dell'insegnamento ai Sordi.

## Le opere
Nel 1785 scrisse il trattato Della maniera di far parlare e istruire speditamente i sordi – e muti di nascita, rimasto incompiuto a causa della morte prematura di Silvestri.
Il manoscritto venne ritrovato nel 1889 da Alfonso Girolamo Donnino che lo pubblicò con titolo L'arte di far parlare i sordomuti dalla nascita e l'abbate Tommaso Silvestri. Oggi ambedue i testi, insieme ad alcune riflessioni critiche, sono disponibili all'interno di Il manuale dell'abate Silvestri. Le origini dell'educazione dei sordi in Italia, a cura di Simonetta Maragna e Roberta Vasta (Bordeaux edizioni, 2015).